# Niklas Hörber
Niklas Hörber (* 14. Mai 1991 in Lauf) ist ein deutscher Fußballspieler und Talentscout.

## Karriere
Niklas Hörber spielte bis zum Alter von 15 Jahren bei seinem Heimatverein SK Lauf und wurde dann in der Jugend des 1. FC Nürnberg aufgenommen. Kurz darauf folgte auch seine erste Berufung in die U-16-Nationalmannschaft des DFB, wo der schnelle und athletische Stürmer in sieben Spielen drei Tore erzielte. Bis zur U-18 folgten weitere regelmäßige internationale Einsätze, wobei er überwiegend auf der rechten Defensivseite eingesetzt wurde. Im Verein durchlief er ebenfalls weiter erfolgreich die Nachwuchsmannschaften und nachdem er 2009 mit der U-19 den Aufstieg in die Juniorenbundesliga geschafft hatte, durfte er gelegentlich sogar in der ersten Mannschaft mittrainieren. In seinem letzten A-Jugendjahr spielte er dann bereits öfter in der U-23 in der Regionalliga als in der U-19. Obwohl er bei den Senioren in diesem und auch im nächsten Jahr häufig zum Einsatz kam, spielte er kaum eine Partie über 90 Minuten und der Durchbruch in die Lizenzmannschaft blieb ihm verwehrt.
So wechselte er mit Auslaufen seines Vertrags 2011 zu Werder Bremen, wo er mit der U-23 in der 3. Liga spielen konnte. Er unterschrieb für ein Jahr. Bereits am ersten Spieltag der neuen Saison kam er als Einwechselspieler zu seinem ersten Profieinsatz. Am 18. Mai 2012 wurde Hörber offiziell verabschiedet.
Aufgrund einer längeren Verletzung und einer knapp einjährigen Pause entschied sich Hörber für ein Studium und ist seit 2014 als Talentscout für den TSV 1860 München tätig.
Er wirkte nebenher unter anderem als Bodydouble in diversen Fußball-Werbespots mit und sammelte erste Erfahrungen vor der Kamera.

## Erfolge
- Aufstieg in die A-Junioren-Bundesliga Süd/Südwest 2009 mit dem 1. FC Nürnberg